# صبري عطية
صبري حج أسعد عطية دبلوماسي فلسطيني، عمل سفيرًا لدولة فلسطين لدى إيطاليا وتشيلي.

## عمله
في أكتوبر 2000، عُين رئيسًا لبعثة فلسطين لدى تشيلي واستمر حتى أكتوبر 2005.
في 31 أكتوبر 2005، عُين مفوضًا عامًا لفلسطين لدى إيطاليا واستمر حتى عام 2013. وفي 13 مارس 2006، سلّم أوراق اعتماده.
في مايو 2011، وافق الرئيس الإيطالي جورجيو نابوليتانو على رفع مستوى التمثيل الدبلوماسي الفلسطيني لدى إيطاليا، وفي 30 نوفمبر 2011 مُنح المفوض الفلسطيني العام صفة سفير.
في 10 يناير 2012، قدم صبري عطية أوراق اعتماده بصفة السفير ويُعد أول ممثل فلسطيني لدى إيطاليا بصفة السفير.